# Моряк Попай
Моряк Попа́й (англ. Popeye the Sailor, ім'я утворене від англ. pop-eyed, досл. «витрішкуватий», «лупоокий», буквально «лупоок») — вигаданий герой американських коміксів і мультфільмів.

## Образ
У більшості випадків Попай постає перед читачами та глядачами моряком середнього віку з незалежним характером, своєрідним голосом і манерою мови (перекручує слова і «ковтає» звуки). Він постійно примружує одне око (імовірно через його відсутність). У нього непропорційно розвинені передпліччя, на яких витатуювані два якорі (рідше — один), у більшості мультфільмів також непропорційно великі литки (хоча це може бути моряцький крій штанів — кльош). У роті Попай незмінно тримає люльку для паління з кукурудзяного качана (яку він часто використовує як боцманський свисток). Зазвичай, Попай відрізняється у повсякденному житті величезною силою (може вільно підняти рояль, велику тварину (наприклад, слона), а також важку техніку на кшталт літака), але у критичній ситуації, зіткнувшись з надзвичайною складністю, з'їдає банку шпинату і стає у багато разів сильнішим.

## Історія походження, комікси
Моряк Попай створений художником-карикатуристом Елзі Крайслером Сегаром (англ. Elzie Crisler Segar; 1894—1938) і вперше з'явився у серії щоденних коміксів «Thimble Theatre» компанії «King Features Syndicate», що друкувалися в «New York Journal». Деякі історики мультиплікації вважають, що прототипом для моряка Попая послугував такий собі Френк Фігль на прізвисько «Rocky», колишній близький друг Елзі Сегара за часів його юності.
Історія персонажа почалася 17 січня 1929 року, коли у світ вийшов черговий номер з новим сюжетом про бравого моряка. До вже існуючих персонажів коміксу — Олів Ойл, Хема Греві (першому бойфренду Олів) і Кастора Ойлу (братові Олів) приєднався якийсь моряк. Його перші слова були відповіддю на питання Кастера Ойла «Гей! Ти що, моряк?»(англ. « Hey there! Are you a sailor?») — «А хто, по-твойму, ковбой?» (англ. «'Ja think I'm a cowboy?»).
Початково Попаю відводилася скромна епізодична роль, за задумом Сегара його присутність у коміксі повинна була завершитися одразу ж по закінченні історії. Проте популярність персонажа у читацькому середовищі стрімко зросла, і автор швидко переорієнтував сюжет, зробивши моряка головною дійовою особою. Хем Греві і Кастор Ойл відійшли на другий план, а пізніше і зовсім зникли з коміксів (Хем Греві — назавжди).
Після смерті Сегара (помер у 1938-му році у віці 43-х років) серія «Thimble Theatre» була передана творчому колективу з декількох сценаристів і художників, включаючи помічника Сегара, ілюстратора Бада Сагендорфа.

## Мультфільми
Перший мультфільм з моряком Попаєм було створено у 1933 році на нью-йоркській мультиплікаційній студії «Fleischer Studios» і називався «I Yam What I Yam» (спотворене «Я такий, який є» або «Я те, що я їм»). Остання серія з його участю на цій студії була випущена у 1942 році і носила назву «Baby Wants A Bottleship» (спотворене «Крихітка хоче військовий корабель»; назву побудовано на грі слів: «battleship» — лінкор, «bottleship» — сувенірний корабель у пляшці). Всього за ці роки було випущено 108 короткометражних мультфільмів. У період з 1942 по 1957 роки вийшло 126 мультфільмів за участю Попая на студії «Famous Studios» (підрозділ «Paramount Pictures»).
У період з 1960 по 1962 роки мультфільми у кількості 220 штук послідовно знімалися студіями «Larry Harmon Pictures», «Rembrandt Films/Halas and Batchelor», «Gerald Ray Studios», «Jack Kinney Productions» і «Paramount Cartoon Studios»; продюсером виступила компанія «King Features Syndicate». У періоди 1978–1983 років і 1987–1988 років 185 мультфільмів було знято студією «Hanna-Barbera Productions» і продюсовано спільно з «King Features Syndicate».
У 1980 році вийшов повнометражний фільм, у якому роль Попая виконав Робін Вільямс.
У 2004 році до 75-річчя персонажа було випущено телефільм «Popeye's Voyage: The Quest for Pappy», створений з використанням комп'ютерної анімації студією «Mainframe Entertainment, Inc» (зараз «Rainmaker Animation»).

## Сюжети і вплив на популярну культуру
Сюжети мультфільмів, зазвичай, були нехитрі і представляли собою варіації на тему боротьби за серце Олів Ойл. Суперник Попая Блуто (іноді також званий Брутус) намагався здобути прихильність Олів Ойл, яка вже була дівчиною моряка Попая. Але ці спроби не відрізнялися делікатністю (як то: викрадення, побиття, спроба вбивства та інші). Іноді роль Блуто діставалася сторонньому персонажу. Виявивши, що ситуація йому більше непідвладна, Попай з'їдав банку шпинату, що робила його надзвичайно сильним, вирішував проблему і усамітнювався зі своєю коханою.
Своєрідне почуття гумору Попая і його пригоди призвели до того, що персонаж, що з'явився майже століття тому, досі залишається одним з найбільш популярних мультиплікаційних героїв.
Персонажі мультфільму і коміксів про моряка Попая безліч разів ставали прототипами для сувенірної продукції, дитячих іграшок та інших товарів народного споживання. Багато збереглися в одиничних екземплярах і мають колекційну цінність, у той час як деякі з товарів випускаються дотепер.

## Шпинат

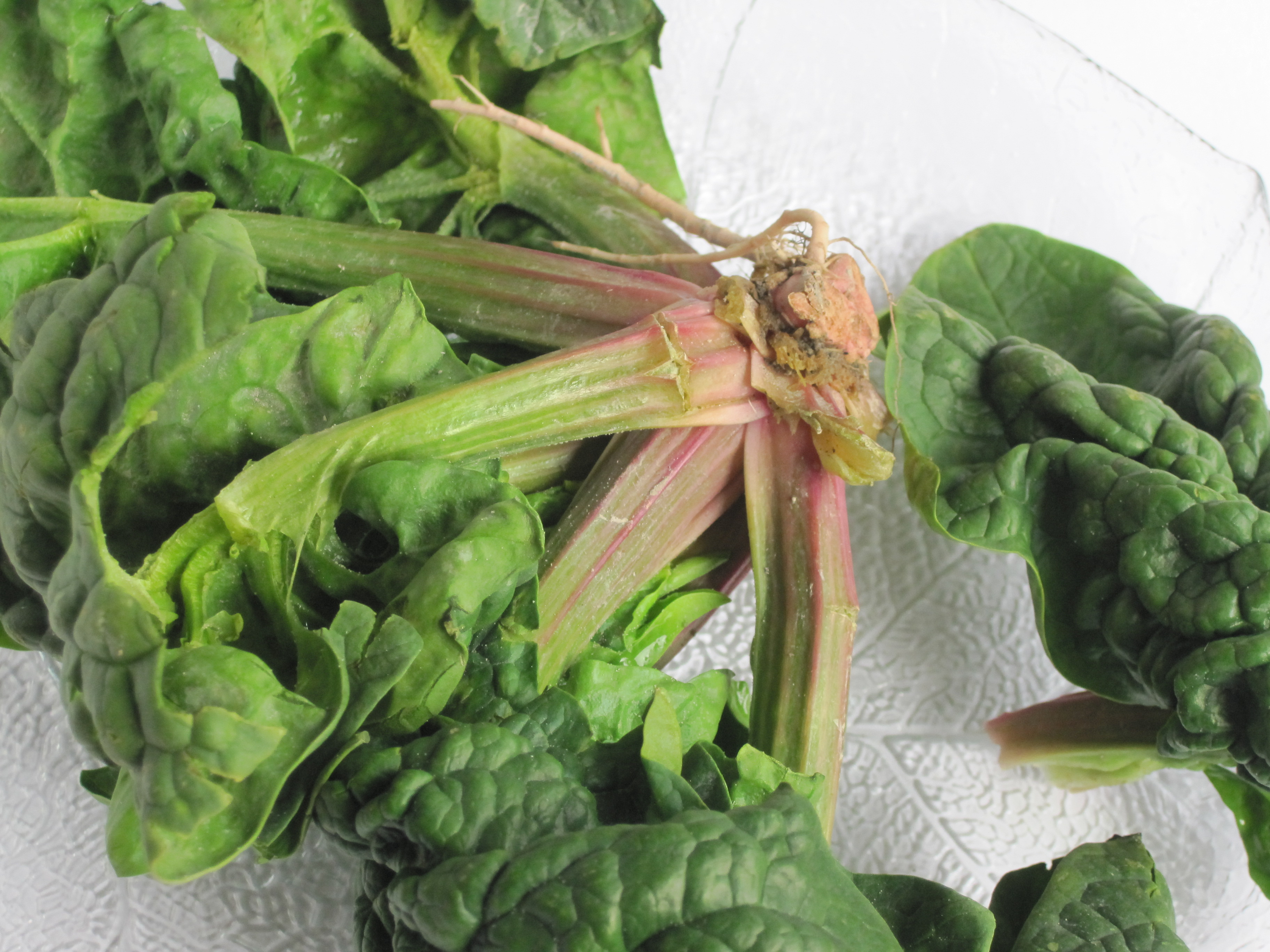
Шпинат з корінням перед обробкою на кухні

Потреба у шпинаті як у своєрідному допінгу — особливість, яка з'явилася у Попая у мультфільмах студії «Fleischer». У коміксах він був досить сильний і без нього. Поява теми шпинату приписується впливу опублікованих у 1870-му році досліджень доктора Евона Вольфа, у яких, у результаті друкарської помилки, вказувалося про вміст заліза у шпинаті, що у десять разів перевищував реальну величину. Помилку виявили у 1937-му році, але інформація про це відкриття була оприлюднена лише у 80-х роках.
Висока популярність Попая у середовищі підлітків і дітей дозволила популяризувати споживання у їжу овочів, і, власне, самого шпинату. У місті Кристал-Сіті, Техас, місцеві виробники шпинату встановили пам'ятник морякові на знак подяки за допомогу шпинатній індустрії. П'ять інших статуй моряку Попаю встановлені у рідному місті Сегара Честері (Іллінойс), три — в Альмі (Арканзас), який претендує на звання «шпинатної столиці світу», і на території кінокомпанії Universal Studios.

## Трансляція в Україні
В Україні мультсеріал транслювався на каналах ТЕТ, СіТі та ICTV.

## Закадрове озвучення

### Українське одноголосе закадрове озвучення телеканалу«ICTV»(1995)
Ролі озвучував: Валерій Шевченко

### Українське та російське двоголосе закадрове озвучення студії«Так Треба Продакшн»на замовлення відеокомпанії «Віккон» (2004)
Ролі озвучували: Олег Стальчук та Валентина Сова

### Українське двоголосе закадрове озвучення студії «Стар-Майстер» (2006)
Ролі озвучували: Дмитро Завадський та Олена Бліннікова